# Засавица (река)
Засавица је река у области Мачва, западно-централна Србија.
Засавица је десна притока до реке Саве, која у потпуности протиче кроз подручје Мачве, дужине 33,1 km. Она потиче од неколико потока из мочваре северно од села Салаш Црнобарски, у области доњег тока реке Дрине. Река тече у правцу северо-истока, на 10 km паралелно са токовима реке Саве и поред села Глоговац, Совљак, Црна Бара, Баново Поље и Раденковић, где река прелази административну границу Централне Србије и покрајине Војводина, где тече у близини насеља Равње (Сремска Митровица), Засавица I, Засавица II, Ноћај и Мачванска Митровица. У селу Баново Поље се сусрећу се два главна правца, Јовача и Прекопац, а одатле се река назива Засавица.
Близу села Засавица I, река улази у мочварно подручје Засавског језара где се ширина од 50-60 метара шири на скоро 300 метара и добија дубину 2 метра, и даље меандрира кроз мочвару све док се не улије у реку Саву код Мачванске Митровице, преко пута Сремске Митровице. Завршни део реке је каналисан (канал Богаз), упркос томе река често поплави околину.
Назив реке може се превести као "за Савом". Заправо представља типичну издужену "мртвају", старог (фосилног) канала реке Саве и касније Дрине. Због реке спољњег тока и ниског терена створена је мочвара и језеро, док река сама мења курс у зависности од тога колико атмосферских вода долази током године.